# True Detective
True Detective este un serial TV american transmis de canalul HBO. Premiera a avut loc la 12 ianuarie 2014. Primele două sezoane au fost difuzate în România sub denumirile Detectivii din California și Detectivii din Louisiana, dar ulterior după apariția sezonului trei s-a trecut la numele original. Serialul a fost creat și scris de Nic Pizzolatto, regizorul primului sezon fiind Cary Joji Fukunaga.

## Acțiunea

### Sezonul 1
Personajele principale din primul sezon, detectivii Matthew McConaughey (Rust), Woody Harrelson (Marty) sunt urmăriți de-a lungul a 17 ani în eforturile lor de a captura un criminal în serie care acționa în Louisiana. Întâmplările încep în 1995, când o fostă prostituată (Dora Kelly Lange), este găsită ucisă în mijlocul unui lan de trestie de zahăr lângă Erath, Louisiana. Presupusul criminal este prins și executat de Hart.
Intriga este complicată de faptul că după 17 ani, în 2012, Cohle și Hart sunt anchetați la o distanță de cinci zile de doi detectivi  Thomas Papania (Tory Kittles) și Maynard Gilbough (Michael Potts) în legătură cu o crimă petrecută recent la care victima este descoperită în poziție similară ca poziția în care a fost găsită prima victimă, Lange. Papania și Gilbough vor să afle cum este posibil a apărut o crimă similară, dacă criminalul a fost prins de Cohle și Hart în 1975.

### Sezonul 2
Polițistul Paul Woodrugh (Taylor Kitsch) din Patrula Autostrăzilor Californiei descoperă cadavrul unui city manager care era implicat într-o tranzacție majoră de terenuri. Ținând cont de natura jurisdicțională ambiguă a scenei crimei, alți doi polițiști, detectivul Raymond Velcoro (Colin Farrell) de la Departamentul de poliție Vinci și polițista Antigone "Ani" Bezzerides (Rachel McAdams) de la Biroul Ținutului Ventura, alături de Woodrugh sunt desemnați să investigheze crima. În scurtă vreme, Frank Semyon (Vince Vaughn) devine suspect, din cauza implicării sale în tranzacția de terenuri și ale cărui economii de o viață sunt furate în momentul crimei. Cei trei detectivi, plus Semyon, descoperă implicațiile majore din jurul crimei, legate de corupția din Ținutul Vinci.

### Sezonul 3
Acțiunea are loc în zona Ozarks, în trei perioade diferite de timp. În anul 1980, echipa de detectivi formată din Wayne Hays (Mahershala Ali) și Roland West (Stephen Dorff) investighează un caz macabru de dispariție a doi copii. În 1990, Hays și West sunt citați după o evoluție importantă a cazului. În 2015, Hays, pensionat, este intervievat despre cazul nerezolvat de către producătorul unui documentar.

### Sezonul 4
Acțiunea se petrece în orașul fictiv Ennis din Alaska și urmărește investigația dispariției unui grup de opt oameni de la o stație de cercetare, condusă de detectivele Liz Danvers (Jodie Foster) și Evangeline Navarro (Kali Reis). 

## Distribuție

### Sezonul 1

#### Personaje principale

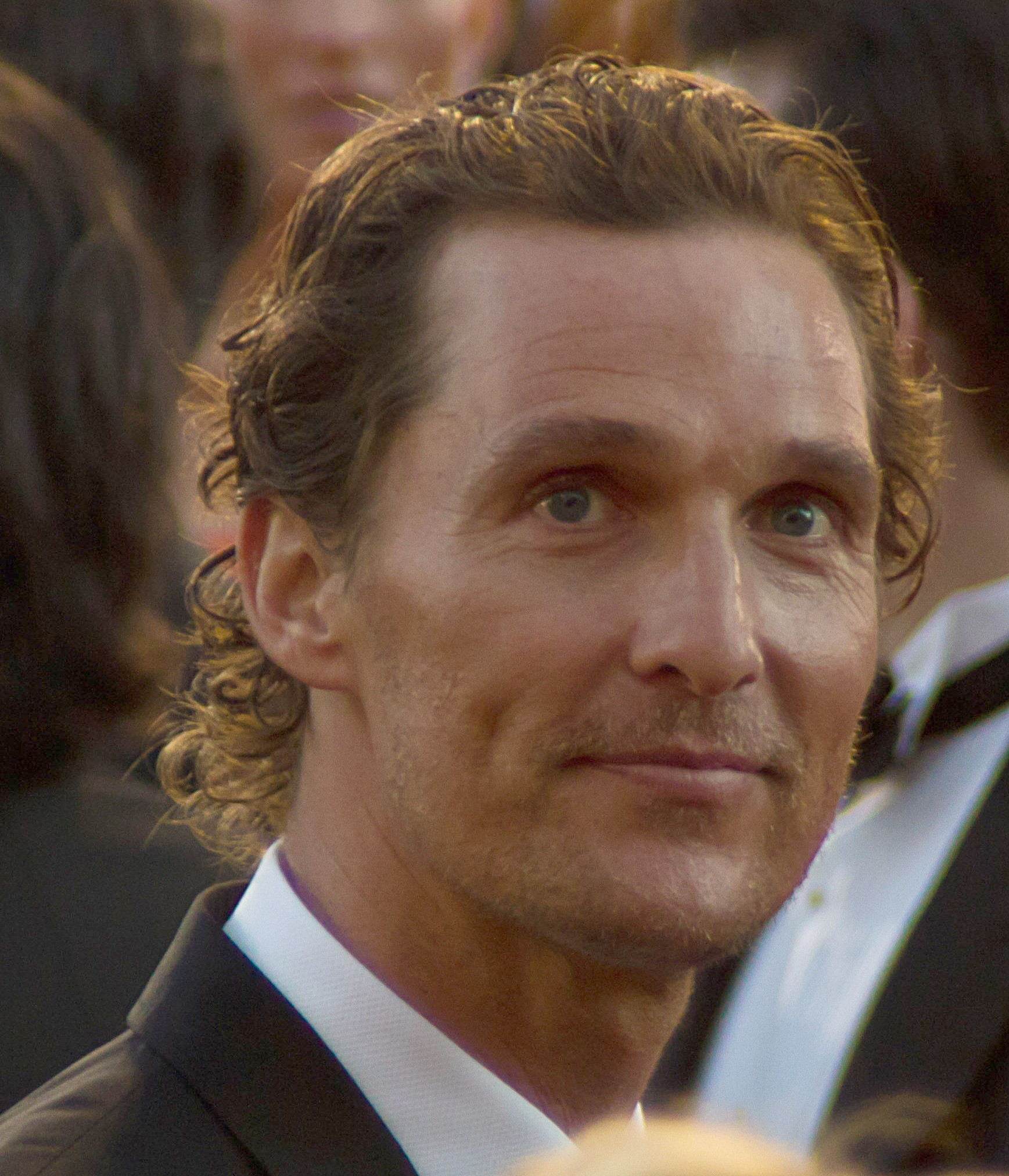
Matthew McConaughey
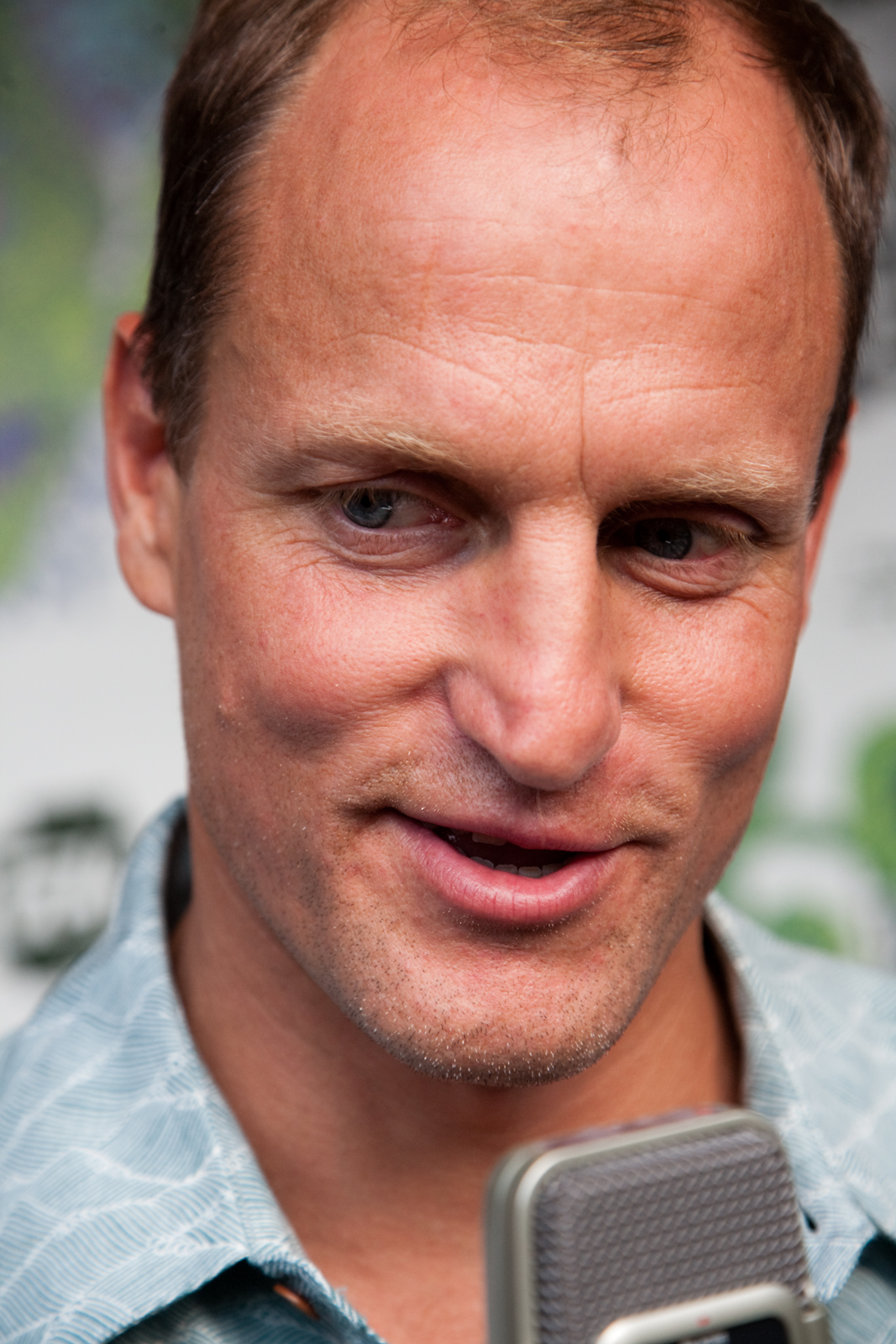
Woody Harrelson
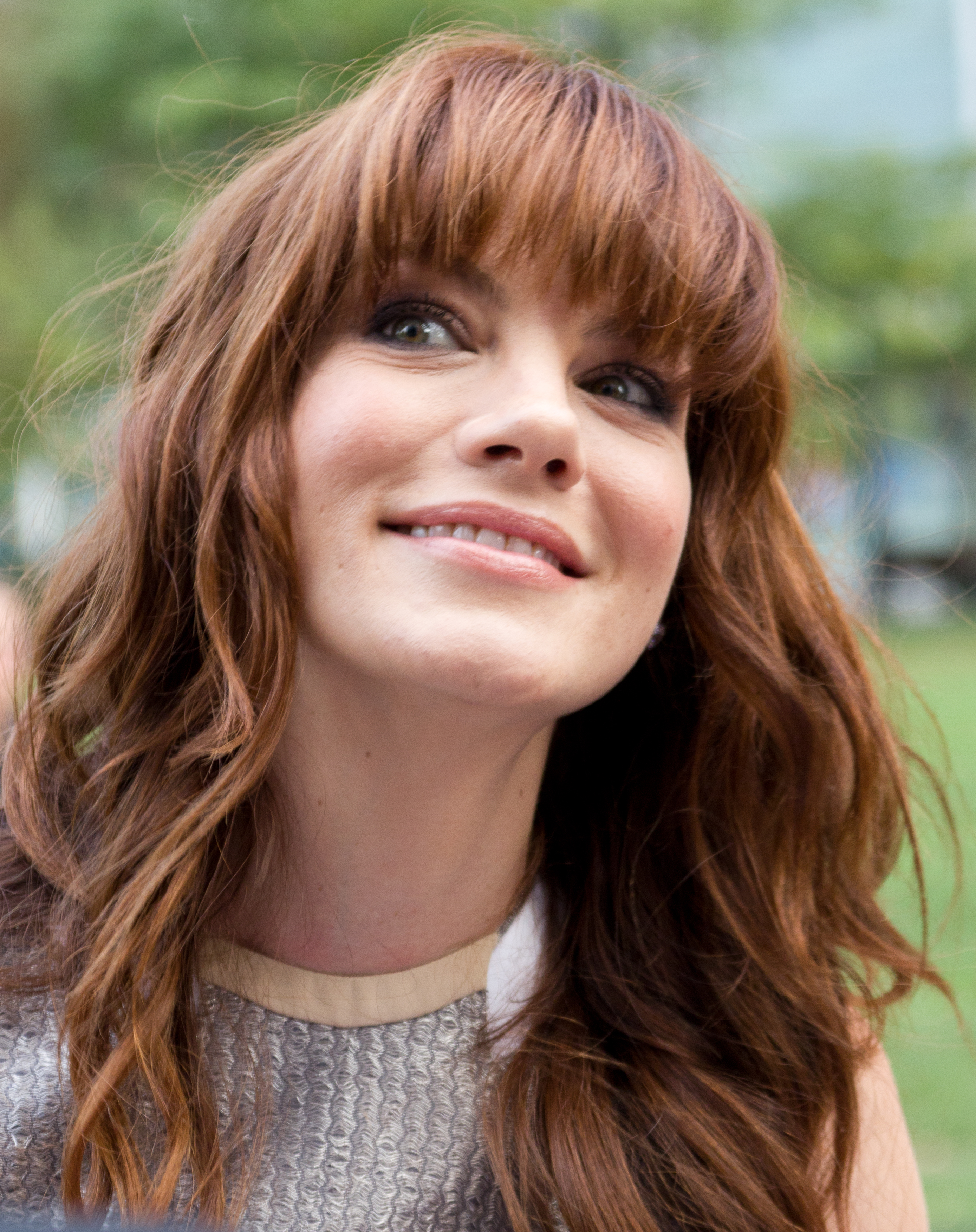
Michelle Monaghan

- Matthew McConaughey ca det. Rustin "Rust" Cohle[3]
- Woody Harrelson ca det. Martin "Marty" Hart[3]
- Michelle Monaghan ca Maggie Hart[4]
- Michael Potts ca det. Maynard Gilbough[4]
- Tory Kittles ca det. Thomas Papania[4]

#### Alte personaje
- JD Evermore - det. Bobby Lutz
- Dana Gourrier - Cathleen
- Joe Chrest - det. Chris Demma
- Dane Rhodes - det. Favre
- Madison Wolfe - Audrey Hart
- Kevin Dunn - Major Ken Quesada[5]
- Alexandra Daddario - Lisa Tragnetti[4]
- Anthony Molina - det.
- Tess Harper - Mrs. Kelly
- Meghan Wolfe - Macie Hart
- Don Yesso - șef pol. Speece
- Jackson Beals - det. Mark Daughtry
- Jim Klock - det. Ted Bertrand
- Garreth Kruithof - det. Jimmy Dufrene
- Michael Harney - șerif Steve Geraci
- Elizabeth Reaser - Laurie Perkins[4]
- Brad Carter - Charlie Lange[6]
- Lili Simmons - Beth[6]
- Jay O. Sanders - Billy Lee Tuttle[6]
- Shea Whigham - Joel Theriot
- Christopher Berry - Danny Fontenot / Guy Francis
- Alyshia Ochse - Lucy
- Glenn Fleshler - Errol
- Charles Halford - Reggie Ledoux
- Joseph Sikora - Ginger
- Erin Moriarty - Audrey Hart
- Brighton Sharbino - Macie Hart
- Paul Ben-Victor - maior Leroy Salter

## Muzica
Muzica genericului este interpretată de formația The Handsome Family de pe discul Singing Bones.

Melodia formației Handsome Family pe You Tube
From the dusty mesa, din stânca prăfuită, 

Her looming shadow grows, umbra ei se profila spre cer

Hidden in the branches ascunse între ramurile 

of the poison creosote. unei tufe otrăvitoare. 

She twines her spines up slowly, ea își răsuci încet în sus țepii, 

Towards the boiling sun, spre soarele clocotind, 

And when I touched her skin, și când i-am atins pielea, 

My fingers ran with blood. degetele mi se umplură de sânge.
In the hushing dusk, în amurgul tăcut, 

under a swollen silver moon, sub luna de argint apăsătoare, 

I came walking with the wind am venit pe aripile vântului 

to watch the cactus bloom. să văd floarea de cactus înflorind. 

A strange hunger haunted me, o foame ciudată mă bântuia, 

the looming shadows danced. se conturau umbre dansând. 

I fell down to the thorny brush am căzut pe țepii spinoși

and felt a trembling hand. cu mâna-mi tremurândă.
When the last light warms the rocks, când ultima rază încălzește pietrele, 

And the rattlesnakes unfold, și șerpii cu clopoței ies din ascunziș

Mountain cats will come  pume vor veni 

to drag away your bones.  să-ți care oasele.
And rise with me forever, și ridică-te cu mine pentru totdeauna, 

Across the silent sand, deasupra nisipului  tăcut, 

And the stars will be your eyes, și stelele vor fi ochii tăi, 

And the wind will be my hands. iar vântul îmbrățișarea mea.

## Lista episoadelor

### Episodul 1
Episodul 1 începe prezentându-i pe cei doi detectivi Matthew McConaughey (det. "Rust" Cohle) și Woody Harrelson (det. "Marty" Hart) care investighează o crimă bizară, rituală a unei foste prostituate (Dora Kelly Lange), petrecută într-un lan de trestie de zahăr.